# Wikipédia en kotava
Wikipédia en kotava (en kotava : Wikipedia men Kotava) est l'édition de Wikipédia en kotava, langue construite. L'édition est lancée le 29 juillet 2020,,,. Son code est : avk.
Au 21 mars 2025, l'édition en kotava contient 29 892 articles et compte 6 681 contributeurs, dont 24 contributeurs actifs et 6 administrateurs.
Les autres éditions de Wikipédia en langue construite sont, par ordre de date de lancement :  espéranto créée en 2001 (367 952 articles) ; interlingua, créée en 2002 (29 862 articles) ; volapük (40 806 articles) ; ido (54 490 articles) ; interlingue (13 091 articles) ; lojban, créées en 2004 (1 338 articles) ; novial, créée en 2006 (1 852 articles) et lingua franca nova, créée en 2018 (4 459 articles).

## Présentation
Après environ trois années de développement au sein de l'Incubateur, le projet de Wikipedia en kotava, alors fort d'environ 7 800 articles, voit sa demande de création auprès de la fondation Wikimédia officiellement acceptée le 29 juillet 2020.

## Statistiques
- 29 juillet 2020 : date officielle de création de l'édition de Wikipédia en kotava.
- 29 décembre 2020 : l'édition de Wikipédia en kotava est la 145e édition linguistique de Wikipédia par le nombre d'articles[6] parmi les 316 éditions linguistiques actives.
- Le 31 décembre 2021, elle compte 18 771 articles et est la 120e édition linguistique de Wikipédia et recense .
- Le 22 février 2022, elle compte 20 140 articles et est la 119e édition linguistique de Wikipédia par le nombre d'articles[6] parmi les 325 éditions linguistiques actives.
- Le 11 octobre 2022, elle contient 25 021 articles et compte 3 276 contributeurs, dont 33 contributeurs actifs et 6 administrateurs.
- Le 7 août 2024, elle contient 29 434 articles et compte 5 842 contributeurs, dont 20 contributeurs actifs et 6 administrateurs.
- Le 4 octobre 2024, elle contient 29 640 articles et compte 6 047 contributeurs, dont 13 contributeurs actifs et 6 administrateurs.